# Gouvernement Václav Klaus II
République tchèque
Klaus I Tošovský
Le gouvernement Václav Klaus II (en tchèque : Druhá vláda Václava Klause) est le gouvernement de la République tchèque entre le 4 juillet 1996 et le 2 janvier 1998, sous la IIe législature de la Chambre des députés.
Il est dirigé par le libéral Václav Klaus, vainqueur à la majorité relative des élections législatives de 1996. Il succède au gouvernement Klaus I et cède le pouvoir au gouvernement de l'indépendant Josef Tošovský, après la démission de Klaus consécutive à un scandale sur le financement de l'ODS.

## Historique
Dirigé par le président du gouvernement libéral sortant Václav Klaus, ce gouvernement est constitué par une coalition entre le Parti démocratique civique (ODS), l'Union chrétienne démocrate - Parti populaire tchécoslovaque (KDU-ČSL) et l'Alliance civique démocratique (ODA). Ensemble, ils disposent de 99 députés sur 200, soit 49,5 % des sièges de la Chambre des députés. Il bénéficie de l'absence d'opposition du Parti social-démocrate tchèque (ČSSD), qui dispose de 61 députés, soit 30,5 % des sièges de la Chambre.
Il est formé à la suite des élections législatives des 31 mai et 1er juin 1996.
Il succède donc au gouvernement Klaus I, constitué et soutenu par une coalition identique mais comptant avec la majorité absolue des députés.

### Formation
Au cours du scrutin, le Parti démocratique civique confirme son statut de premier parti tchèque, mais perd plusieurs sièges, de même que l'Alliance civique démocratique. Bien qu'elle soit en progrès, l'Union chrétienne-démocrate n'engrange pas suffisamment de gains pour compenser le recul de ses alliés. Ces évolutions combinées à la forte poussée du Parti social-démocrate privent la coalition au pouvoir de sa majorité absolue. Le 26 juin, l'ODS, la KDU-ČSL et l'ODA annoncent avoir trouvé un accord pour reconduire leur collaboration. Le maintien de Václav Klaus au pouvoir s'accompagne d'une réécriture de son programme politique très libéral et d'une répartition plus équilibrée des portefeuilles ministériels, ceux-ci étant distribués à parité entre le parti de Klaus et ses alliés.
L'exécutif est officiellement nommé le 4 juillet par le président de la République Václav Havel. Il comporte 16 ministres, soit trois de moins que l'équipe précédente, et voit la disparition du ministère des Privatisations.
Le 25 juillet 1996, le gouvernement obtient la confiance des députés par 98 voix pour et 40 voix. Le Parti communiste de Bohême et Moravie (KSČM) et le Parti républicain (cs) (SPR-RSČ) font en effet le choix de s'opposer au nouveau cabinet, tandis que les députés du ČSSD — dont le chef de file Miloš Zeman a été élu président de la Chambre dans le cadre d'un accord de partage des responsabilités imaginé par Václav Havel — quittent la salle au moment du vote.

### Succession
Le 1er décembre 1997, le président du gouvernement remet sa démission au chef de l'État. Il tire les conséquences de la rupture de sa coalition, consécutive à la révélation d'un scandale de corruption en lien avec le financement de l'ODS. Le 16 décembre, Havel le remplace par le gouverneur de la Banque centrale, Josef Tošovský. Ce dernier présente sa liste de ministres le 30 décembre.

## Composition

### Initiale (4 juillet 1996)
| Poste                                                                  | Titulaire | Titulaire                                                                     | Parti   |
| ---------------------------------------------------------------------- | --------- | ----------------------------------------------------------------------------- | ------- |
| Président du gouvernement                                              |           | Václav Klaus                                                                  | ODS     |
| Vice-président du gouvernement                                         |           | Jan Kalvoda (jusqu'au 07/01/1997)                                             | ODA     |
| Vice-président du gouvernement Ministre des Finances                   |           | Ivan Kočárník                                                                 | ODS     |
| Vice-président du gouvernement Ministre de l'Agriculture               |           | Josef Lux                                                                     | KDU-ČSL |
| Vice-président du gouvernement Ministre des Affaires étrangères        |           | Josef Zieleniec                                                               | ODS     |
| Ministre de la Défense                                                 |           | Miloslav Výborný                                                              | KDU-ČSL |
| Ministre du Travail et des Affaires sociales                           |           | Jindřich Vodička                                                              | ODS     |
| Ministre de l'Intérieur                                                |           | Jan Ruml                                                                      | ODS     |
| Ministre de l'Environnement                                            |           | Jiří Skalický                                                                 | ODA     |
| Ministre de l'Économie Ministre du Développement régional (01/11/1996) |           | Jaromír Schneider (jusqu'au 02/05/1997) Tomáš Kvapil (à partir du 12/05/1997) | KDU-ČSL |
| Ministre de l'Industrie et du Commerce                                 |           | Vladimír Dlouhý                                                               | ODA     |
| Ministre des Transports                                                |           | Martin Říman                                                                  | ODS     |
| Ministre de l'Éducation, de la Jeunesse et des Sports                  |           | Ivan Pilip                                                                    | ODS     |
| Ministre de la Culture                                                 |           | Jaromír Talíř                                                                 | KDU-ČSL |
| Ministre de la Santé                                                   |           | Jan Stráský                                                                   | ODS     |
| Ministre de la Justice                                                 |           | Jan Kalvoda (jusqu'au 07/01/1997) Vlasta Parkanová                            | ODA     |
| Ministre sans portefeuille                                             |           | Pavel Bratinka                                                                | ODA     |

### Remaniement du 3 juin 1997
- Les nouveaux ministres sont indiqués en gras, ceux ayant changé d'attributions en italique.

| Poste                                                           | Titulaire | Titulaire                              | Parti       |
| --------------------------------------------------------------- | --------- | -------------------------------------- | ----------- |
| Président du gouvernement                                       |           | Václav Klaus                           | ODS         |
| Vice-président du gouvernement                                  |           | Jiří Skalický (à partir du 16/06/1997) | ODA         |
| Vice-président du gouvernement Ministre de l'Agriculture        |           | Josef Lux                              | KDU-ČSL     |
| Vice-président du gouvernement Ministre des Affaires étrangères |           | Josef Zieleniec (jusqu'au 23/10/1997)  | ODS         |
| Ministre de la Défense                                          |           | Miloslav Výborný                       | KDU-ČSL     |
| Ministre des Finances                                           |           | Ivan Pilip                             | ODS         |
| Ministre du Travail et des Affaires sociales                    |           | Jindřich Vodička                       | ODS         |
| Ministre de l'Intérieur                                         |           | Jan Ruml                               | ODS         |
| Ministre de l'Environnement                                     |           | Jiří Skalický                          | ODA         |
| Ministre du Développement régional                              |           | Tomáš Kvapil                           | KDU-ČSL     |
| Ministre de l'Industrie et du Commerce                          |           | Karel Kühnl                            | ODA         |
| Ministre des Transports                                         |           | Martin Říman                           | ODS         |
| Ministre de l'Éducation, de la Jeunesse et des Sports           |           | Jiří Gruša                             | Indépendant |
| Ministre de la Culture                                          |           | Jaromír Talíř                          | KDU-ČSL     |
| Ministre de la Santé                                            |           | Jan Stráský                            | ODS         |
| Ministre de la Justice                                          |           | Vlasta Parkanová                       | ODA         |
| Ministre sans portefeuille                                      |           | Pavel Bratinka                         | ODA         |

### Remaniement du 8 novembre 1997
- Les nouveaux ministres sont indiqués en gras, ceux ayant changé d'attributions en italique.

| Poste                                                           | Titulaire | Titulaire        | Parti       |
| --------------------------------------------------------------- | --------- | ---------------- | ----------- |
| Président du gouvernement                                       |           | Václav Klaus     | ODS         |
| Vice-président du gouvernement Ministre de l'Environnement      |           | Jiří Skalický    | ODA         |
| Vice-président du gouvernement Ministre de l'Agriculture        |           | Josef Lux        | KDU-ČSL     |
| Vice-président du gouvernement Ministre des Affaires étrangères |           | Jaroslav Šedivý  | Indépendant |
| Ministre de la Défense                                          |           | Miloslav Výborný | KDU-ČSL     |
| Ministre des Finances                                           |           | Ivan Pilip       | ODS         |
| Ministre du Travail et des Affaires sociales                    |           | Stanislav Volák  | ODS         |
| Ministre de l'Intérieur                                         |           | Jindřich Vodička | ODS         |
| Ministre de l'Environnement                                     |           | Jiří Skalický    | ODA         |
| Ministre du Développement régional                              |           | Tomáš Kvapil     | KDU-ČSL     |
| Ministre de l'Industrie et du Commerce                          |           | Karel Kühnl      | ODA         |
| Ministre des Transports                                         |           | Martin Říman     | ODS         |
| Ministre de l'Éducation, de la Jeunesse et des Sports           |           | Jiří Gruša       | Indépendant |
| Ministre de la Culture                                          |           | Jaromír Talíř    | KDU-ČSL     |
| Ministre de la Santé                                            |           | Jan Stráský      | ODS         |
| Ministre de la Justice                                          |           | Vlasta Parkanová | ODA         |
| Ministre sans portefeuille                                      |           | Pavel Bratinka   | ODA         |